# Jorge Sapelli
Jorge Pablo Sapelli Méndez (Montevideo, 8 de marzo de 1926 — Montevideo, 13 de enero de 1996) fue un ingeniero, empresario, gremialista y político uruguayo, perteneciente al Partido Colorado. Vicepresidente de la República electo para el periodo 1972-1977, gobernó en el período 1972-1973, y renunció a su cargo resistiendo al golpe de Estado de 1973.

## Biografía
Nació en Montevideo en 1926, hijo de Carlos Sapelli Rosa y María Inés Méndez Previtalli.
Realizó sus estudios primarios en la escuela N.º 2 - República Argentina, de Montevideo, y sus estudios secundarios en el liceo Elbio Fernández, de primero a cuarto, y en el Instituto Alfredo Vázquez Acevedo (IAVA), de quinto a sexto.
En 1945 ingresó a la Facultad de Ingeniería de la Universidad de la República, para estudiar la carrera de ingeniero; dejando en 1950 faltándole tres materias para recibirse.
Entre 1951 y 1954 realizó un posgrado en Industrias Cerámicas en Dinamarca y Alemania.
Con esto, al año siguiente en 1955, logra entrar a trabajar en la empresa Cerámicas Artigas Méndez Hnos. S.A. (Fábrica de Cerámica Roja). Allí trabajó como gerente general hasta 1968.
Se casó con María Teresa Bacigalupi Aguerre, tendrían tres hijos: Jorge Sapelli Bacigalupi, María Teresa Sapelli Bacigalupi y Laura María Sapelli Bacigalupi.
Murió el 13 de enero de 1996, en Montevideo.

## Actividad gremial
De 1965 a 1968 sirvió como Presidente del centro de fabricantes cerámicos de la Cámara de Industrias del Uruguay (CIU). En la CIU también sirvió como militante y dirigente del Centro de Cerámicos de la Cámara de Industria, y como Presidente del Centro Industrial de Fabricantes de Cerámicas de la Cámara de Industria del Uruguay.
Además, de 1966 a 1968 sirvió como Presidente de la Liga de la Construcción del Uruguay.

## Carrera política y cargos públicos
Entre 1968 y 1969 fue Presidente de COPRIN (Comisión de Productividad, Precios e Ingresos), actualmente INDA, destacándose en su administración la baja de la inflación del 137% a 10% anual.
Comenzó a militar políticamente dentro del Partido Colorado en 1969, actividad que mantendría hasta su fallecimiento en 1996.
Entre 1969 y 1972 fue Ministro de Trabajo del gobierno de Jorge Pacheco Areco, destacándose por su moderación y apertura al diálogo dentro del contexto nacional. Solucionando huelgas del sector bancario, frigorífico y textil. En 1969 preside la Conferencia Interamericana de Ministros de Trabajo.
Es designado como integrante de la fórmula presidencial colorada encabezada por Juan María Bordaberry para las elecciones de 1971, fórmula suplente en el caso de que el plebiscito constitucional impulsado por el presidente Jorge Pacheco Areco para una posible reelección no lograra ser aprobado.

La lista impulsada por el presidente Pacheco gana, pero no el plebiscito para su reelección, por lo que Sapelli resulta electo vicepresidente y Juan María Bordaberry presidente, asumiendo ambos el cargo el 1 de marzo de 1972.
Ante las vísperas del golpe de Estado, el vicepresidente Sapelli mantuvo tratativas para intentar evitarlo, por lo que las últimas sesiones de la Cámara de Senadores antes del Golpe fueron presididas por el senador, vicepresidente de la cámara, Eduardo Paz Aguirre. Finalmente, el presidente Bordaberry disuelve el Parlamento y no llama a elecciones; esto junto con la entrada de las Fuerzas Armadas al Palacio Legislativo se da el golpe de Estado del 27 de junio de 1973.
Sapelli se mantuvo en defensa de la legalidad y las instituciones. En diciembre de ese mismo año, al formarse el Consejo de Estado, le ofrecieron presidirlo lo que no aceptó, demostrando su adhesión a la democracia.
El 1 de marzo de 1977, cuando debería de haber acabado su función como Vicepresidente según la Constitución, Sapelli presenta una carta informativa al Comité Ejecutivo del PC donde informa que su mandato ha sido finalizado.
En 1980, durante el Plebiscito constitucional de Uruguay de ese año, en el que los militares proponían un marco institucional que legitimara su régimen, Sapelli fue un activo militante por el NO, nuevamente a favor de la democracia.
En 1982, en las elecciones elecciones internas de los partidos políticos que los militares usaron para medir la popularidad de la dictadura, Sapelli fue candidato común por dos de las listas del Batllismo, la lista ABX (Unidad y Reforma), correspondiente al sector Lista 15, del por entonces proscripto Jorge Batlle, y la lista ACE (Libertad y Cambio), liderada por el futuro vicepresidente Enrique Tarigo, que saltó a la fama con su participación como opositor en el debate televisivo sobre la reforma constitucional de los militares en 1980.
En octubre de 1983 participó en el multitudinario acto del Obelisco, en contra de la dictadura.
En febrero de 1985, al restaurarse la democracia, Sapelli fue invitado a sentarse junto al Presidente de la Asamblea General, el senador de la lista más votada en la elección de 1984, Jorge Batlle, que presidió la primera sesión de dicho cuerpo tras años de dictadura. Sapelli fue invitado por ser el último vicepresidente y como homenaje por su actitud principista y demócrata durante el golpe militar.

## Homenajes
Fue homenajeado emotivamente por el Parlamento el 15 de febrero de 1985 cuando se realiza la asunción de cargos legislativos pertenecientes al primer gobierno democrático tras años de dictadura militar.
En 2008 el Partido Colorado coloca una foto suya en la Casa del PC y es homenajeado en la Cámara de Representantes.
En 2023, a 50 años del Golpe de Estado. El Partido Colorado hace homenaje a distintos legisladores batllistas por su rol contra la dictadura, siendo Sapelli homenajeado entre otros.